# Axiomas de los números reales

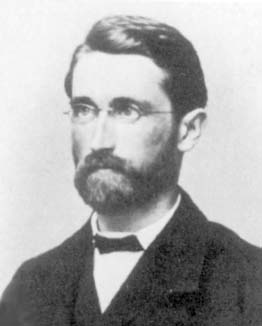
Richard Dedekind introdujo el concepto de cortaduras, equivalente al axioma del supremo

En matemáticas para que una afirmación sea considerada válida o verdadera debe o bien estar contenida dentro de una base de afirmaciones de partida, los denominados axiomas, o debe poder demostrarse a partir de los mismos. Los axiomas son por tanto los pilares fundamentales de toda rama de las matemáticas, y a partir de ellos, mediante las demostraciones matemáticas, se deduce la veracidad de cualquier afirmación.
Los axiomas serán, por tanto, afirmaciones que se aceptan como verdaderas y que su veracidad no puede ser demostrada a partir de otros axiomas. Un axioma puede o no puede ser una afirmación trivial o intuitiva. Siendo el axioma de elección un ejemplo de un axioma que no resulta trivial.
Los teoremas, que son demostraciones a partir de los axiomas de los números reales pueden ser "triviales", "obvias" o "intuitivas" o no. Como por ejemplo: cualquier número real multiplicado por cero es cero; esta demostración de deduce de los axiomas de los números reales y parece bastante obvia.  Estas afirmaciones deben ser demostradas usando los axiomas u otros teoremas ya demostrados. Una consecuencia inmediata de un teorema se llamará corolario.
Existen tres tipos de axiomas: los axiomas cuerpo o algebraicos, los axiomas de orden, y el axioma de completitud.
El primero, trata de las propiedades de la suma, la resta, la multiplicación y la división; el segundo establece un orden para los elementos de cada conjunto dado; el tercero trata sobre la noción de continuidad. 

## Axioma fundamental
| Existe un conjunto de elementos que se denota por {\displaystyle \mathbb {R} } que satisface los tres tipos de axiomas mencionados, de cuerpo o algebraicos, orden y completitud(existencia de supremo). |

El conjunto de elementos que cumple con estas propiedades se llama conjunto de los números reales y los axiomas de este conjunto comprenden las bases del análisis matemático.
Se puede observar que, usando el lenguaje lógico matemático, los teoremas que se demuestren, serán válidos de acuerdo a los axiomas, por lo que los teoremas serán verdaderos.

## Axiomas de cuerpo o algebraicos:
Los axiomas de cuerpo, pudiéndose escribir como un todo, pueden ser subdivididos en dos tipos: los de la adición y de la multiplicación. Nótese la similitud de ambos grupos.

### Axiomas sobre la adición o suma:
| A1.1 Axioma de la cerradura: Para todo {\displaystyle x,y\in \mathbb {R} }, existe un único elemento, también en {\displaystyle \mathbb {R} }, denotado por {\displaystyle {\mathit {x}}+{\mathit {y}}\,\!} que llamamos la suma de {\displaystyle {\mathit {x}}\,\!} e {\displaystyle {\mathit {y}}\,\!}. A1.2 Axioma de la conmutatividad: {\displaystyle {\mathit {x}}+{\mathit {y}}={\mathit {y}}+{\mathit {x}}\,\!} para todo {\displaystyle x,y\in \mathbb {R} }. A1.3 Axioma de la asociatividad: {\displaystyle ({\mathit {x}}+{\mathit {y}})+{\mathit {z}}={\mathit {x}}+({\mathit {y}}+{\mathit {z}})\,\!} para todo {\displaystyle x,y,z\in \mathbb {R} }. A1.4 Axioma del elemento neutro: Existe un elemento de {\displaystyle \mathbb {R} }, denominado "cero" y denotado por {\displaystyle \mathrm {0} \,\!} tal que {\displaystyle {\mathit {x}}+0={\mathit {x}}\,\!} para todo {\displaystyle x\in \mathbb {R} }. A1.5 Axioma del elemento inverso: Para cada {\displaystyle x\in \mathbb {R} } existe un {\displaystyle y\in \mathbb {R} } tal que {\displaystyle {\mathit {x}}+{\mathit {y}}=0\,\!}. |

### Axiomas sobre la multiplicación:
| A2.1 Axioma de la cerradura: Para todo {\displaystyle x,y\in \mathbb {R} }, existe un único elemento, también en {\displaystyle \mathbb {R} }, denotado por {\displaystyle xy\,\!} que llamaremos el producto de {\displaystyle x\,\!} e {\displaystyle y\,\!}. A2.2 Axioma de la conmutatividad: {\displaystyle xy=yx\,\!} para todo {\displaystyle x,y\in \mathbb {R} }. A2.3 Axioma de la asociatividad: {\displaystyle (xy)z=x(yz)\,\!} para todo {\displaystyle x,y,z\in \mathbb {R} }. A2.4 Axioma del elemento neutro: Existe un elemento de {\displaystyle \mathbb {R} }, que denominamos "uno" y denotaremos por {\displaystyle 1\,\!} tal que {\displaystyle 1x=x1=x\,\!} y además {\displaystyle 1\neq 0\,\!}. A2.5 Axioma del elemento inverso: Para cada {\displaystyle x\in \mathbb {R} } tal que no sea cero, existe un {\displaystyle y\in \mathbb {R} } tal que {\displaystyle xy=1\,\!}. |

### Axioma sobre la distribución:
Este axioma conecta la suma  con la multiplicación:
| A3.1 Axioma de la distributividad: Para todo {\displaystyle x,y,z\in \mathbb {R} \,\,x(y+z)=xy+xz}. |

```
Análisis axiomático 
```

El axioma (1.1) es muy importante:  la propiedad de la cerradura que indica que la suma (o multiplicación) también es un número real y por lo tanto se puede considerar como un nuevo número. la otra propiedad es la unicidad de la suma (o multiplicación) que indica que ésta ¡es única! o sea si tenemos que a+b = c pero también a+b = d, entonces forzosamente c=d.
- El axioma (1.2) conocido como «propiedad conmutativa» dice que el orden de los sumandos no altera el valor de la suma. Se generaliza para n sumandos.
- El axioma (1.3) conocido como «propiedad asociativa de la suma» dice que la asociación de la suma no altera el valor de esta.
- El axioma (1.4) dice que existe un elemento en los números reales que, al ser sumado con cero que es un número real, sigue siendo ese mismo real. Este real se denomina "cero" y se escribe "0", y se conoce también como el elemento «neutro aditivo».
- El axioma (1.5) dice que dado un número real x cualquiera  existe otro (único) tal que la suma de ambos es cero. (es 0). Si este elemento  es {\displaystyle (-x)\,\!}. Este elemento se llama «opuesto o inverso aditivo» de {\displaystyle x\,\!}. Tenemos que x + (-x) = 0.
- El axioma (2.2) dice que el orden de los factores no altera el valor de la multiplicación.
- El axioma (2.3) dice que podemos asociar los factores para utilizarlos en los posteriores procedimientos matematicos. Esta propiedad se conoce como «propiedad asociativa de la multiplicación».
- El axioma (2.4) dice que existe un número real tal que el producto de este con otro real que se denomina "uno" y se escribe "1", sigue siendo el primero. Este elemento denotado por {\displaystyle 1\,\!} se conoce como «neutro multiplicativo».
- El axioma (2.5) dice que para cualquier real {\displaystyle x\,\!} no cero, existe otro, tal que el producto de ambos da como resultado el neutro multiplicativo o sea 1. Este numero denotado por {\displaystyle x^{-1}=1/x={\frac {1}{x}}\,\!} se conoce como «inverso multiplicativo» de {\displaystyle x\,\!}.

## Axiomas de orden
Los axiomas de orden establecen una relación de cantidad. Esta relación es del tipo mayor o igual. En realidad, cuando se construyen los naturales, se dice que un número es «menor» que otro si está contenido en este ultimo, es decir, si su cardinalidad es menor o igual que otra. 
Para establecer una relación de orden, es necesario introducir el símbolo {\displaystyle <\,\!} que nos dirá si un número es mayor o menor que otro. Para la igualdad se usa el símbolo {\displaystyle =\,\!} que ya conocemos.
Se dirá que {\displaystyle x<y\,\!} o {\displaystyle y>x\,\!} solo si {\displaystyle x\,\!} es menor que {\displaystyle y\,\!}. O dicho de otra forma, si {\displaystyle y\,\!} es mayor que {\displaystyle x\,\!}.
De manera rigurosa, se puede decir que existe un conjunto {\displaystyle O\subset \mathbb {R} \times \mathbb {R} \,\!} tal que {\displaystyle x<y\,\!} si y solo si {\displaystyle (x,y)\in O\,\!}.
| O1.1 Si {\displaystyle x,y\in \mathbb {R} \,\!}, entonces se cumple una y solamente una de las siguientes afirmaciones: {\displaystyle x<y\,\!}; {\displaystyle x=y\,\!}; {\displaystyle x>y\,\!} O1.2 Si {\displaystyle x<y\,\!} y además {\displaystyle y<z\,\!}, entonces {\displaystyle x<z\,\!}. O1.3 Si {\displaystyle x<y\,\!}, entonces {\displaystyle x+z<y+z\,\!} para todo {\displaystyle z\in \mathbb {R} \,\!} O1.4 Si {\displaystyle x<y\,\!} y {\displaystyle z>0\,\!}, entonces {\displaystyle xz<yz\,\!}. |

### Análisis axiomático
- El axioma (1.2) dice geométricamente que si {\displaystyle x\,\!} está a la izquierda de {\displaystyle y\,\!} y este a su vez a la izquierda de {\displaystyle z\,\!}, entonces debe estar {\displaystyle x\,\!} en la izquierda de {\displaystyle z\,\!}. Esta interpretación es bastante útil.

(R,+, ⋅ , ≤) es un cuerpo ordenado.

## Axioma topológico
Claramente los racionales satisfacen los primeros axiomas, pero no son suficientes para demostrar la existencia de un número irracional, como {\displaystyle {\sqrt {2}}} por ejemplo. Para esto es necesario el siguiente Axioma de la completitud(existencia del supremo):
| Toda sucesión creciente y acotada superiormente es convergente. |

### Análisis axiomático
Hay varios conceptos que deben conocerse para entender el significado de este axioma: sucesión creciente, acotado superiormente y convergencia.
Dada una sucesión infinita de números reales {\displaystyle \{x_{i}\}=(x1,x2,x3,\cdots )}, decimos que es creciente  si {\displaystyle x_{i}\leq x_{i+1}} para todo {\displaystyle i}. La sucesión es acotada superiormente si existe una constante real {\displaystyle c} tal que  {\displaystyle x_{i}\leq c} para todo {\displaystyle i}.
Bajo estas hipótesis, el axioma topológico nos garantiza que la sucesión es convergente, es decir, existe un número real {\displaystyle x} límite de la sucesión {\displaystyle \lim _{i\rightarrow \infty }x_{i}=x}. 
Puede verse que los números racionales no satisfacen este axioma. Por ejemplo, si se toma la secuencia de aproximaciones decimales de {\displaystyle {\sqrt {2}}}, donde {\displaystyle x_{1}=1,4}, {\displaystyle x_{2}=1,41}, {\displaystyle x_{3}=1,414}, y en general {\displaystyle x_{n}} es el número con las primeras {\displaystyle n} cifras decimales de {\displaystyle {\sqrt {2}}=1,4142135...}, entonces todos los {\displaystyle x_{i}} son números racionales que satisfacen las condiciones del axioma, pero el límite no se encuentra en los racionales. Por otra parte, el axioma topológico nos asegura que existe un número real que es el límite de cualquier sucesión de cifras decimales parciales de una secuencia de dígitos arbitraria. De esta forma las representaciones decimales infinitas no periódicas representan siempre números reales, y es posible demostrar que todo número real puede escribirse como el límite de una de estas secuencias, aunque no siempre de manera única.
También se le conoce como el Axioma del Supremo, o axioma de completitud o de continuidad porque garantiza que los números reales “completan” la recta, Siendo la formulación equivalente en términos de cotas superiores y del supremo de un conjunto la que sigue:
| Si {\displaystyle A\subseteq \mathbb {R} } es un conjunto no vacío acotado superiormente en {\displaystyle \mathbb {R} } , entonces {\displaystyle A\,} tiene supremo en {\displaystyle \mathbb {R} } |

Siguiendo con el ejemplo de la sucesión {\displaystyle \{x_{n}\}} de aproximaciones decimales por defecto de {\displaystyle {\sqrt {2}}}, haciendo que 
{\displaystyle A=\{a\in \mathbb {R} |a=x_{n},n\in \mathbb {N} \}},
se tiene que:
1. {\displaystyle A} es un conjunto no vacío pues, por ejemplo, {\displaystyle x_{1}=1,4} está en {\displaystyle A},
2. y {\displaystyle A} es acotado superiormente, o mayorado, pues por ejemplo, 2 es cota superior de {\displaystyle A}, ya que {\displaystyle a\leq 2} para todo elemento a de {\displaystyle A}

Así que existe la mínima o menor de las cotas superiores de {\displaystyle A}, o supremo de {\displaystyle A}, denotado por {\displaystyle \sup {A}}. De hecho, por la discusión anterior, se sabe que {\displaystyle \sup {A}={\sqrt {2}}}.